# Fintel
Fintel ist eine Gemeinde im Landkreis Rotenburg (Wümme) in Niedersachsen.

## Geographie
Das Gebiet rund um Fintel wird überwiegend landwirtschaftlich (zunehmend für Energiepflanzen wie Mais) genutzt. Die Landschaft ist nur gering an den Rändern der Gemeinde bewaldet. Kleine Waldstücke finden sich im Südwesten, das größte liegt im Osten, weitere gibt es im Norden. Vom Süden fließt in Richtung Nordwesten die Ruschwede durch Fintel. Weiter nördlich fließt von Ost nach West die Fintau. Ein Teil dieser ist unter Naturschutz gestellt: 69,7 der 416 ha des Naturschutzgebietes Oberes Fintautal liegen im Gebiet der Gemeinde, der Rest im Heidekreis. In der Nähe davon liegt nördlich das 3,6 ha große Naturschutzgebiet Finteler Wacholderlandschaft.
Das Gelände ist bis auf drei Erhebungen eben. Sie liegen am Rande des Dorfes und sind im Südwesten der Krähenberg, im Nordosten der Osterberg und eine weitere im Osten.

### Nachbargemeinden
Umgeben ist die Gemeinde Fintel von folgenden Gemeinden – beginnend im Norden und im Uhrzeigersinn:
- Königsmoor (Landkreis Harburg)
- Schneverdingen (Heidekreis)
- Scheeßel
- Vahlde

## Geschichte
Erstmals urkundlich erwähnt wurde Fintel 1105 als Wintla; später auch Wintlo und Vintlo. Der Name bedeutet so viel wie sumpfiges Gelände.
Seit 1970 ist Fintel Teil der Samtgemeinde Fintel, die ihren Verwaltungssitz in Lauenbrück hat. Ausgrabungen in der Feldmark zeugen davon, dass das Gebiet um Fintel schon circa 2000 Jahre v. Chr. bewohnt ist. Alte Steinbeile, Streitäxte, Pfeilspitzen, Steindolche und dergleichen wurden bei Ausgrabungen freigelegt.
Vermutlich ist Ende des 14. oder Anfang des 15. Jahrhunderts vom Verdener Bischof in Fintel eine Antoniuskapelle gegründet und geweiht worden. Der Almosensammler des Antoniterordens, der von seinem Mutterhaus in Grünberg ausgesandt worden war, machte auf seiner Sammeltour auch Station in Fintel. Er erreichte, gestützt wohl auf ein päpstliches Privileg, nach welchem Antoniuskapellen und -altäre nur noch vom Orden errichtet werden durften, dass der Bischof von Verden, Johannes III. von Asel (1426–1470), über die im Laufe eines Jahres in der Kapelle anfallenden Spenden nicht mehr frei verfügen konnte, sondern ihm, dem Boten, die Hälfte abgeben musste. Der Bischof seinerseits erhielt allerdings die Hälfte vom Erlös der Sammlung, die der Antoniter einmal jährlich in der Kapelle durchführen durfte. Darüber schlossen die beiden 1443 einen Vertrag. Dies ist die einzige für die mittelalterliche Kirchengeschichte Fintels überlieferte Urkunde.
Wahrscheinlich als das Wasser einer scheinbar wundertätigen Quelle Kranke zu einer Wallfahrt nach Fintel lockte, übernahmen die Antoniter am Ende des 15. Jahrhunderts die Krankenpflege am Ort und begannen, eine Niederlassung aufzubauen. Als jedoch während der Reformation ihr Mutterhaus in Grünberg 1527 aufgelöst wurde, gaben sie ihren Plan auf und verließen Fintel. Die Gebäude, die sie bereits gebaut hatten, wurden 1548 vom adeligen Gutsherrn Anton von Weye abgebrochen und das Material abtransportiert. Die so genannte Klosterkirche allerdings bestand auch weiterhin noch, bis sie vermutlich in den 20er oder 30er Jahren des 17. Jahrhunderts dem Dreißigjährigen Krieg zum Opfer fiel. Kurz nach Beendigung des Dreißigjährigen Krieges entstand 1648 eine strohbedeckte Fachwerkkirche. Nachdem die jetzige, erbaut von 1882 bis 1884, fertiggestellt war, wurde die Fachwerkkirche abgebrochen. Somit konnte die St.-Antonius-Kirche 1984 auf ihr 100-jähriges Bestehen zurückblicken.
Die Feldmark bestand in der Vergangenheit aus sehr wenig Kulturflächen und großen Heide- und Moorflächen. Dies hatte zur Folge, dass hier immer große Heidschnuckenherden gehalten wurden. Nach Aufzeichnungen und Erzählungen waren hier vor etwa 100 bis 150 Jahren 10 bis 15 Herden von je 200 Schafen vorhanden. Auch die Imkerei hatte hier eine Hochburg. 1885 entstand in Fintel die erste Imkereischule Deutschlands.
Der vielerorts bekannte niederdeutsche Dichter Friedrich Freudenthal (* 9. Mai 1849 in Fallingbostel; † 9. März 1929 in Fintel) lebte von seinem dritten Lebensjahr an in Fintel. Viele wahre Geschichten aus seiner Feder berichten aus dieser Zeit. Das strohgedeckt Fachwerk-Wohnhaus des Dichters ist erhalten. Nach ihm sind die Grundschule und eine Straße benannt und 1932 in einem Wäldchen ein Denkmal errichtet worden.
Die Grund- und Hauptschule wurde 1963 eingeweiht und ist seit 2001 eine Grundschule, nachdem die neue Haupt- und Realschule in Lauenbrück fertiggestellt ist. Danach wurde daneben die Turnhalle und auf dem Schulgelände eine Leichtathletikanlage geschaffen. Außerdem steht im Ort eine Sportanlage mit zwei Sportplätzen zur Verfügung. Seit 1974 besteht ein beheiztes Freibad mit Einschwimmkanal. Auf einem 20.000 m² großen Gelände entstand 1986 ein Regenrückhaltebecken, der Fleetsee.

## Politik

### Gemeinderat
Der Rat der Gemeinde Fintel setzt sich aus 13 Mitgliedern zusammen. Die Ratsmitglieder werden durch eine Kommunalwahl für jeweils fünf Jahre gewählt.
Bei der Kommunalwahl 2021 ergab sich folgende Sitzverteilung:
- CDU 6 Sitze
- SPD 5 Sitze
- GRÜNE 1 Sitz
- Erwin Weseloh 1 Sitz

### Bürgermeister
Bürgermeister ist seit November 2021 Claus Aselmann (CDU).
- 1986–2011 Claus Riebesehl (CDU)[3]
- 2011–2016 Rüdiger Bruns (SPD)
- 2016–2021 Wilfried Behrens (SPD)

### Wappen
| Wappen von Fintel | Blasonierung: „Geviert in Silber (Weiß) und Rot, Feld 1 ein schräglinker sinkender, roter Greifvogel mit ausgebreiteten Flügeln im Umriss; Feld 2 ein schräg liegendes silbernes (weißes) Eichenblatt; Feld 3 und 4 in verwechselten Farben zwei schräg gekreuzte Windbretter mit einwärts gewendeten Pferdeköpfen; im Herzstück ein schwarzes Nagelspitzkreuz.“                                                                              |
| Wappen von Fintel | Wappenbegründung: Das Wappen in den niedersächsischen Farben Rot und Silber erinnert mit dem Greifvogel und dem Eichenblatt an die Natur. Finteler Wacholderlandschaft und Teile des Naturschutzgebietes Oberes Fintautal liegen in der Gemeinde. Die Windbretter mit den Pferdeköpfen sind landestypischer Giebelschmuck der in Fintel weit verbreiteten Hallenhäuser. Das Nagelspitzkreuz symbolisiert die Zugehörigkeit zum Bistum Verden. |

## Kultur und Sehenswürdigkeiten

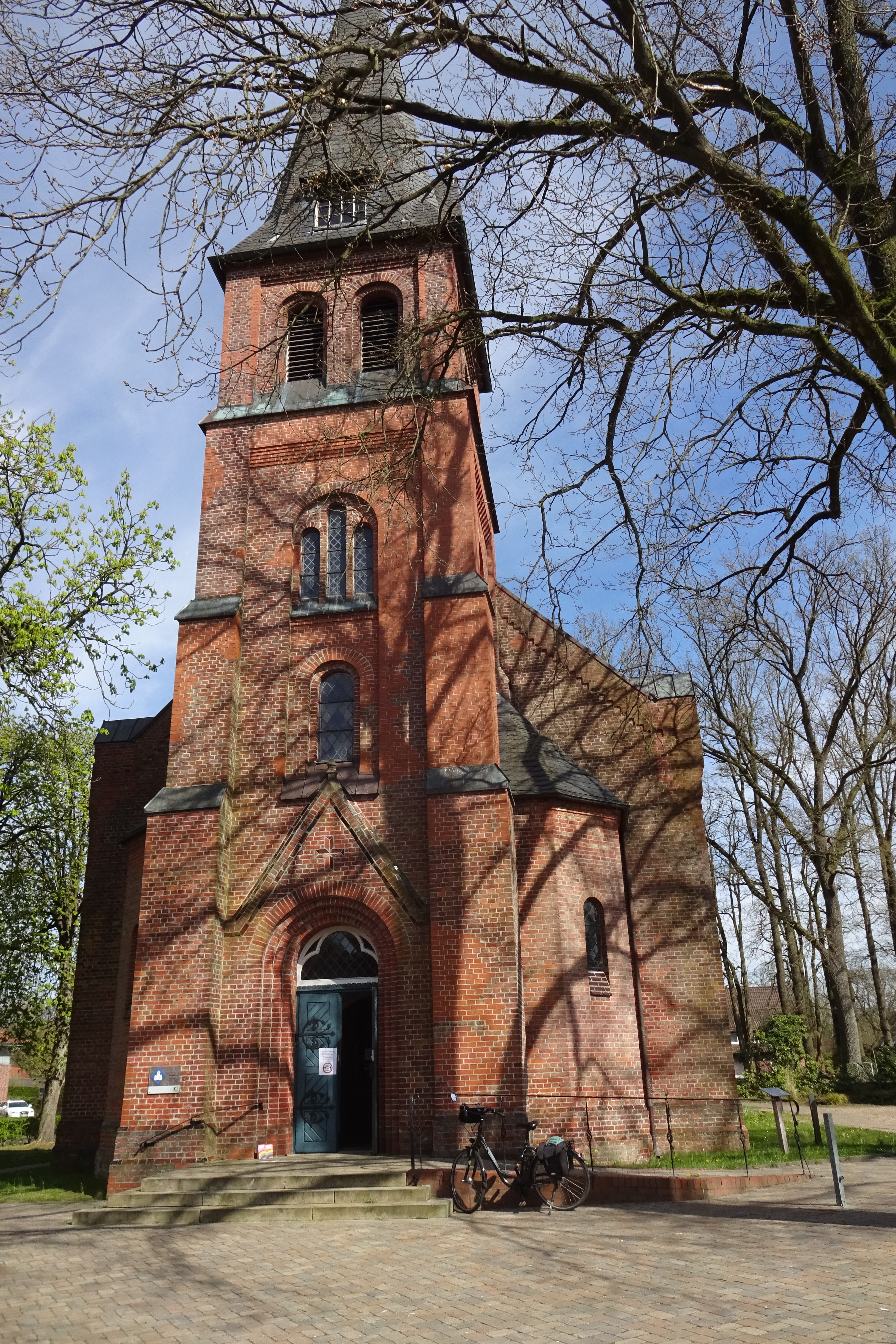
Kirche

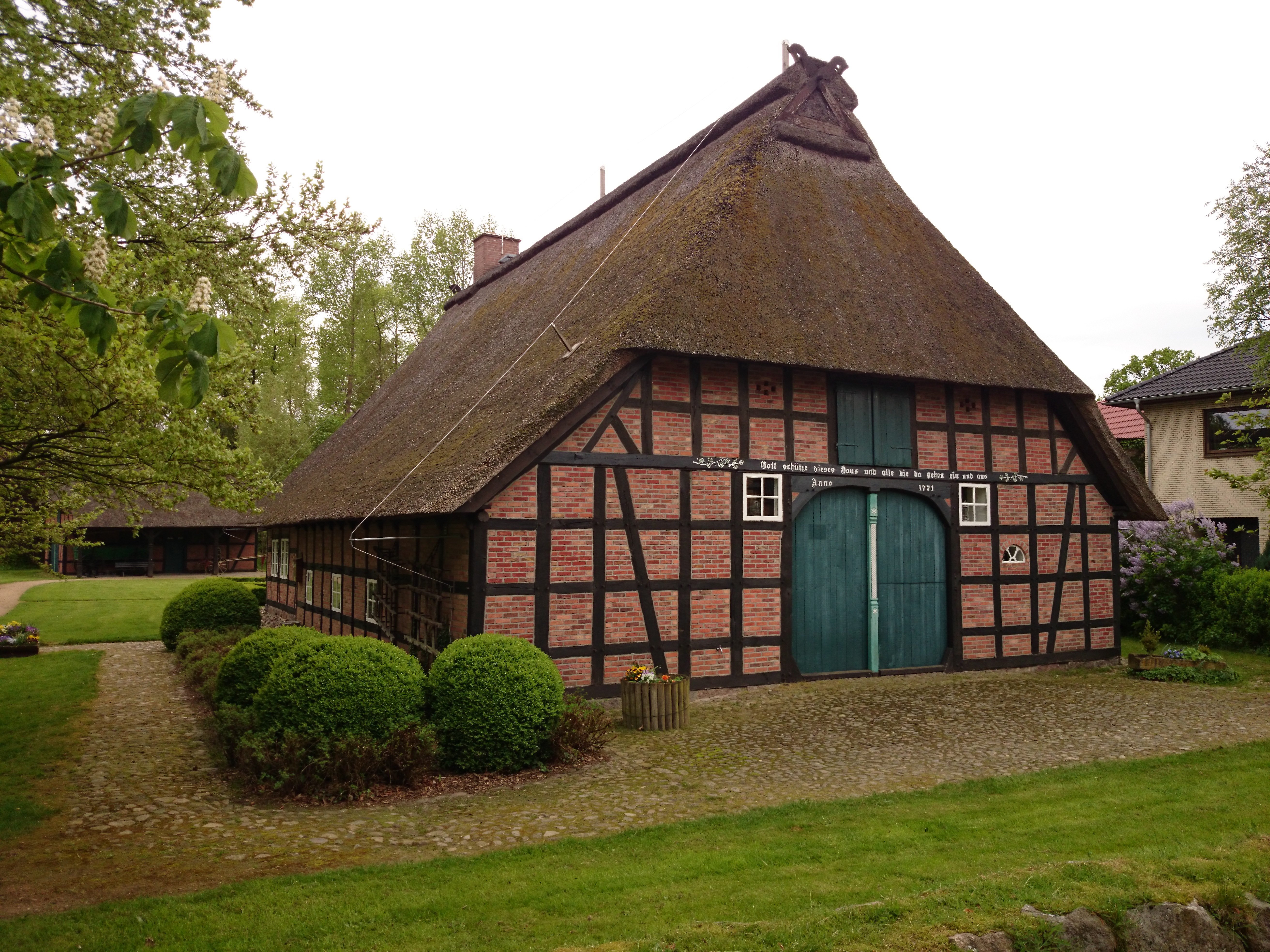
Heimathaus

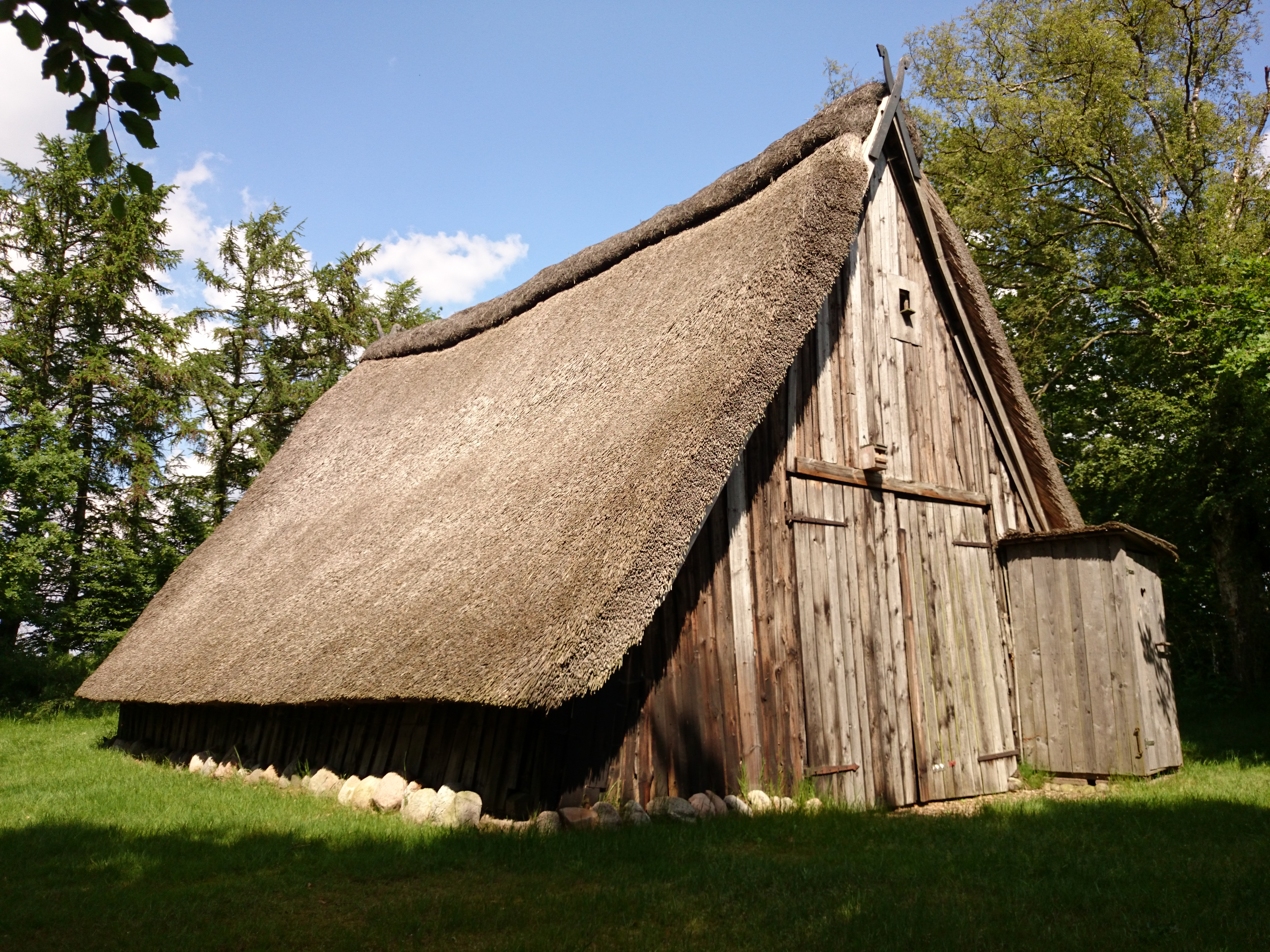
Schafstall von 1750

### Bauwerke
- St.-Antonius-Kirche von 1884 als neugotische einschiffige Kapelle, Architekt Conrad Wilhelm Hase. Ihr Name geht auf die im Mittelalter im Ort wirkende Antoniusbruderschaft zurück, die Armen- und Krankenpflege betrieb. Das Gebäude ist aus Backstein erbaut und hat einen viergeschossigen Turm. Die Apsis ist polygonaler Form und das Innere des Saales mit Holz verkleidet. Der Altar ist ein Flügelaltar und 1971 zu seiner jetzigen Form zusammengesetzt worden. Er beinhaltet geschnitzte Holzfiguren der Vorgängerkirchen in Fintel.[5]

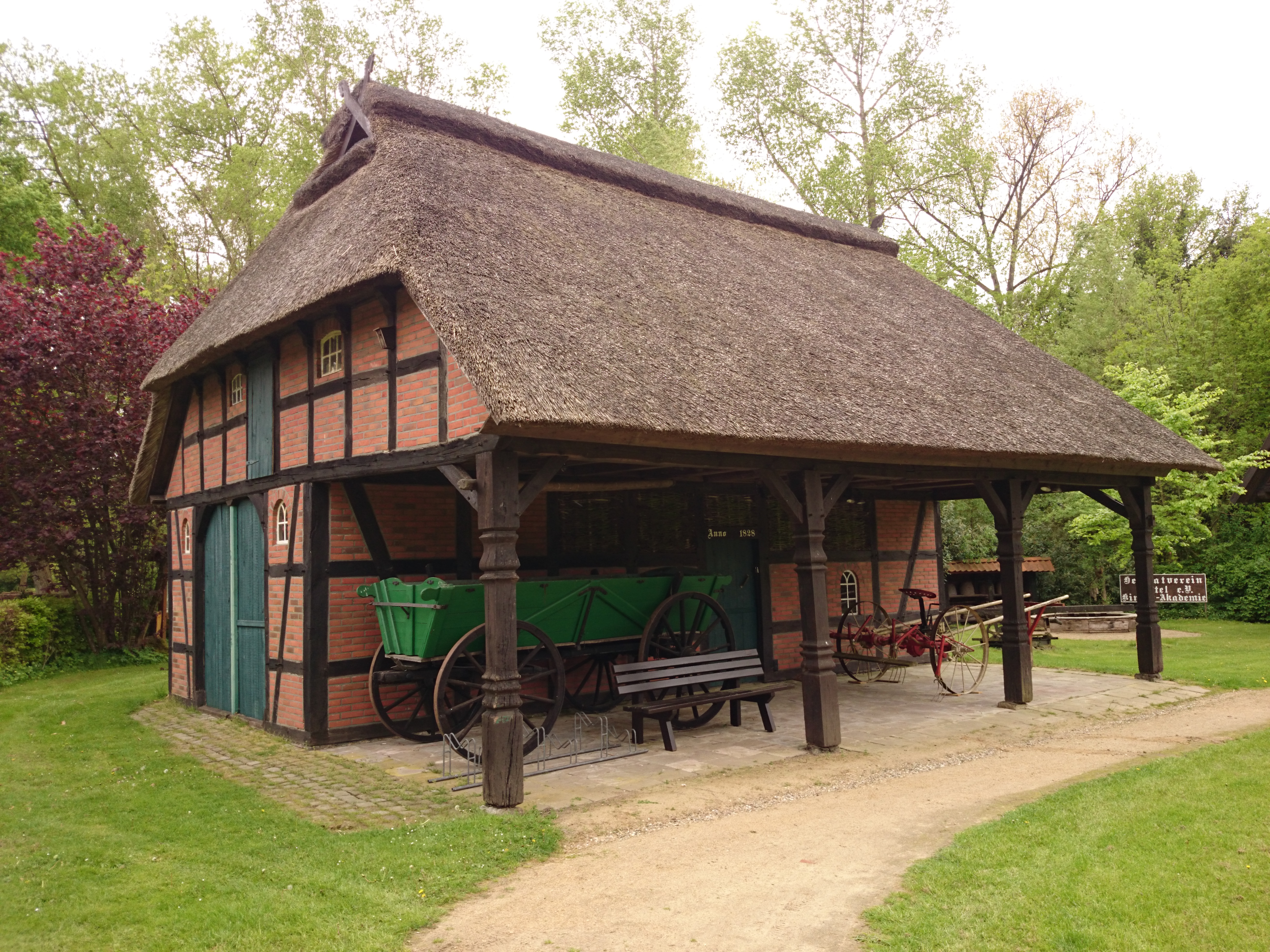
Remise

- Zentrales Heimatmuseum Schimmes Huus als ehem. Wohn- und Wirtschaftsgebäude Pferdemarkt 12 von 1771 in Fachwerk mit Niedersachsengiebel; es zeigt Exponate aus Haushalt, Landwirtschaft und Handwerk, sowie aus Stein- und Bronzezeit, dazu einen Steinofen, eine Remise, einen Speicher und den Bauerngarten.[6]
- Die denkmalgeschützten Schafställe in der Feldmark stammen von um 1750 und 1850
- Wohn- und Wirtschaftsgebäude Freudenthalstraße 49 vom 18. Jh. bzw. von 1815 in Fachwerk mit reetgedecktem Krüppelwalmdach und Niedersachsengiebel; zeitweise Wohnhaus vom niederdeutschen Heimatschriftsteller Friedrich Freudenthal
- Wohn- und Wirtschaftsgebäude Rotenburger Straße 50 von um 1850 in Fachwerk mit reetgedecktem Krüppelwalmdach und Niedersachsengiebel

### Grünflächen und Naherholung
Neben dem Grünland in der Umgebung der Siedlungsflächen dienen der Naherholung primär die Sportanlagen. Das Freibad Bad im Wiesengrund wird dabei häufig auch von Besuchern aus den Nachbargemeinden genutzt. Im Dorf gibt es neben dem Gemeindezentrum einen kleinen Park mit Rundweg.

### Regelmäßige Veranstaltungen
Von 2000 bis 2008 fand auf dem Osterberg regelmäßig ein Seifenkistenrennen statt. Einen Weihnachtsmarkt gibt es im Abstand von fünf Jahren. Lokale Vereine bieten Fahrradtouren und die Kinderakademie (ehemalige Wildtierstiftung) Naturwanderungen durch die Fintauniederungen an.
Am ersten Sonntag im September findet jährlich der Finteler Triathlon mit Rahmenprogramm statt. Auf dem Gelände des Heimathauses wird regelmäßig ein Kunsthandwerkermarkt veranstaltet. In der Region bekannt ist zudem der Finteler Geflügelmarkt, der mehrmals jährlich stattfindet.

## Wirtschaft, Verkehr und Infrastruktur

### Unternehmen
Durch die ländliche Prägung existieren vor allem kleine Handwerks-, Dienstleistungs- und Gastronomiebetriebe der Grundversorgung. Größere wichtige Arbeitgeber sind die Eurostrand Fintel GmbH (Ferienhäuser und Erlebnisgastronomie) und die Heidegold-Unternehmensgruppe (Eier-Lebensmittel).
Fintel besitzt Geschäftsstellen der Volksbank Wümme-Wieste eG und der Sparkasse Scheeßel.

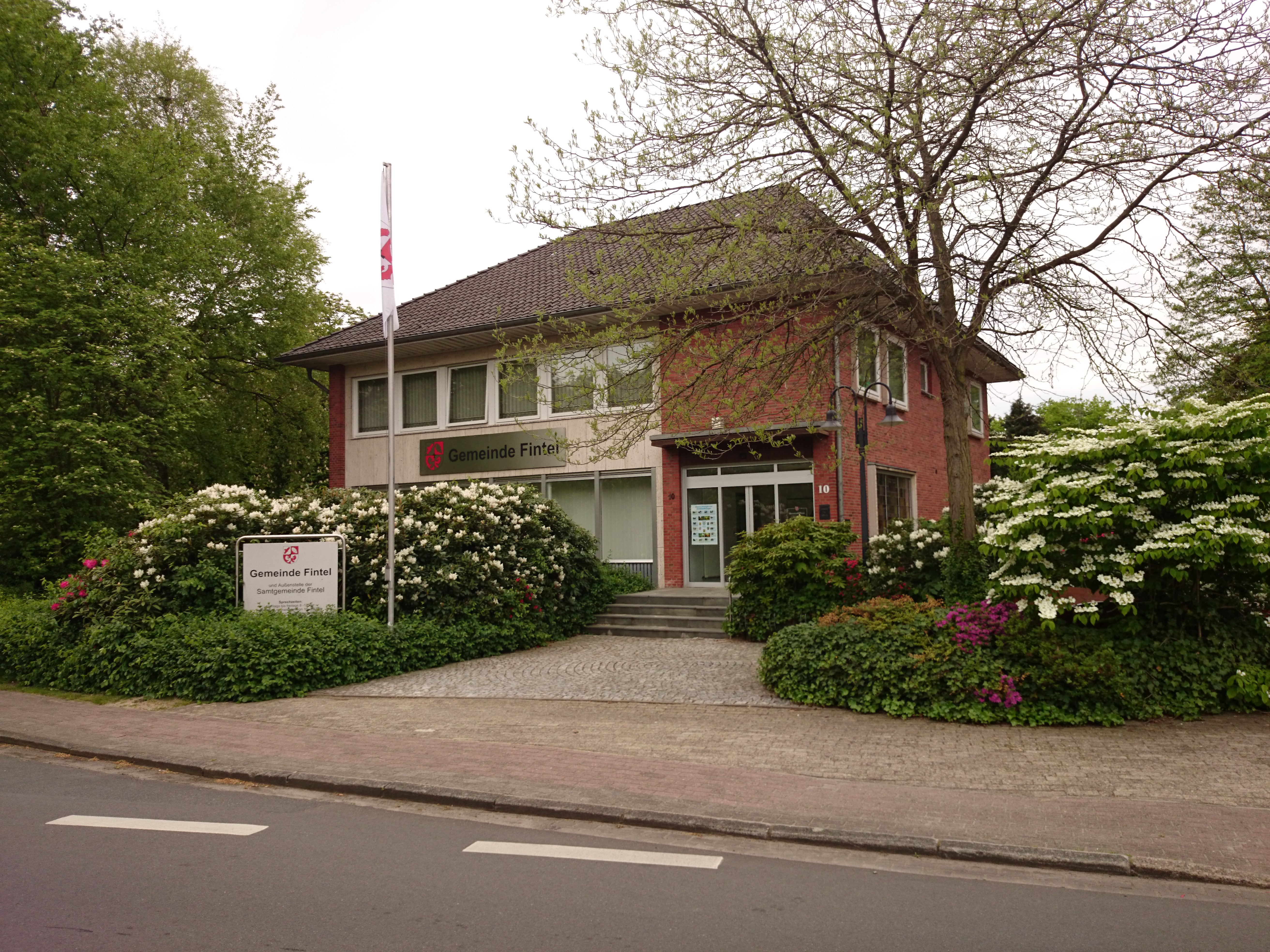
Verwaltung der Gemeinde Fintel

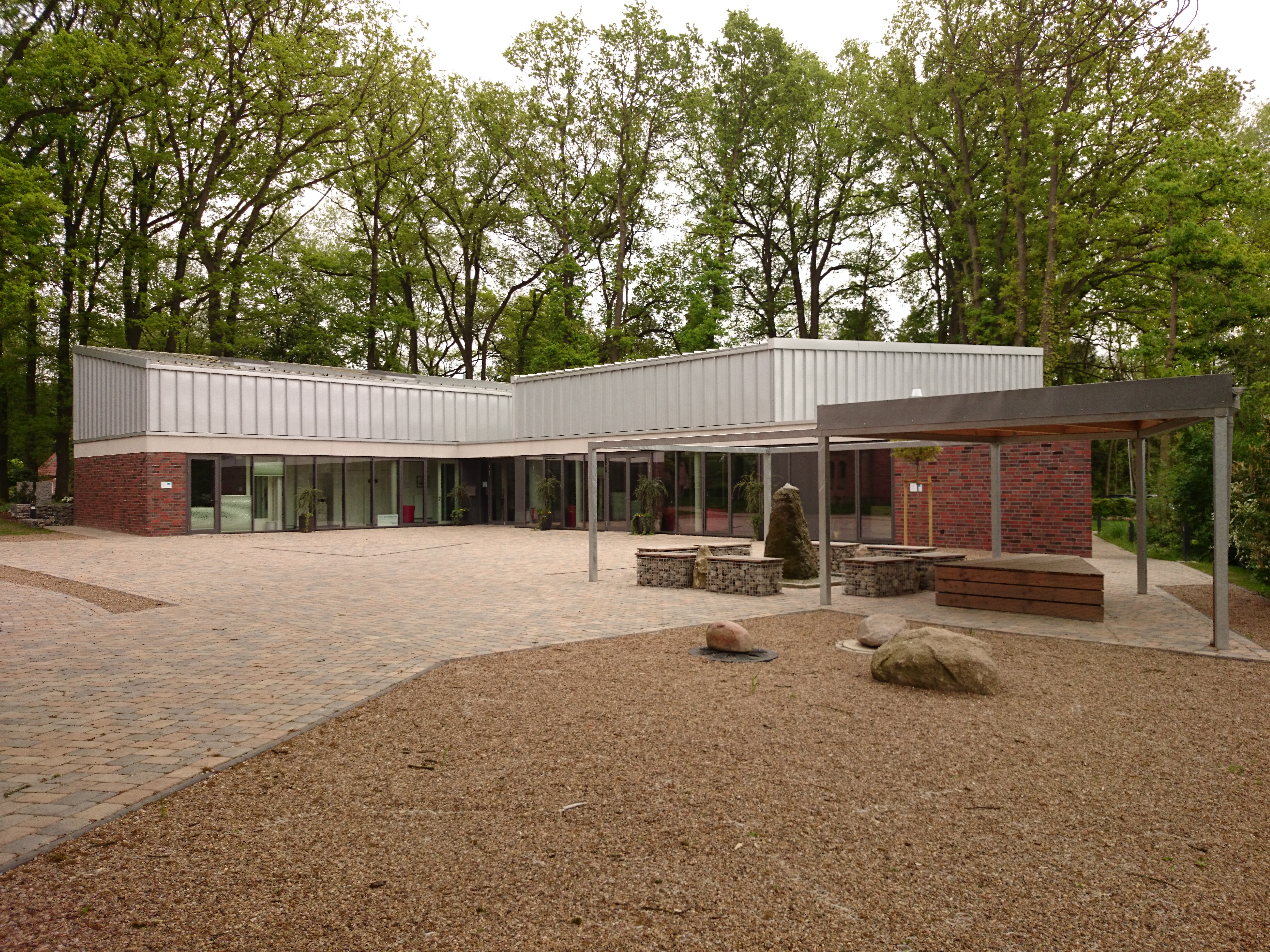
Haus der Begegnung

### Öffentliche Einrichtungen
Öffentliche Einrichtungen sind das Gemeindebüro, die Polizeistation und die Freiwillige Feuerwehr Fintel. Die medizinische Versorgung gewährleisten zwei Allgemeinmedizin- und eine Zahnarztpraxis; das nächste Krankenhaus ist in Rotenburg (Wümme). Neben der St. Antoniuskirche wurde 2012 ein neues Gemeindezentrum errichtet. 

### Verkehr

#### Verkehrswege
Durch Fintel führen die Kreisstraßen 211, 212 und 221. Im Osten wird das Gemeindegebiet außerdem von der Kreisstraße 31 geschnitten, an die auf Gemeindegebiet jedoch nur Wirtschaftswege anschließen, weshalb sie für Fintel keine Verkehrsbedeutung hat. Im Norden schließt an die Kreisstraße 21 die nach Lauenbrück führende Kreisstraße 222 an.

#### Öffentlicher Nahverkehr
Die nächsten Bahnhöfe befinden sich in Lauenbrück (9 km, Bahnstrecke Hamburg–Bremen) und Schneverdingen (12 km, Heidebahn). Es gibt in der Gemeinde neun Bushaltestellen. Es bestehen Busverbindungen nach Schneverdingen, Lauenbrück und Tostedt, Rotenburg sowie Scheeßel.
Seit 2014 besteht eine Linie von Lauenbrück über Fintel nach Großenwede (Heidekreis).
| Linie | Verlauf                          | Netzwerk                        |
| ----- | -------------------------------- | ------------------------------- |
| 102   | Fintel–Lünzen–Schneverdingen     | Verkehrsgemeinschaft Heidekreis |
| 871   | Fintel–Vahlde–Scheeßel–Rotenburg | VNN                             |
| 873   | Großenwede–Fintel–Lauenbrück     | VNN                             |

#### Radwanderwege
- Freudenthal-Route
- Heide-Region-Radweg
- Kranich-Route
- Mühlenroute
- Wiesenroute
- Hohe-Heide-Radweg
- Melkhus-Radweg
- Lüneburger-Heide-Radweg

### Bildung
- Grundschule Friedrich-Freudenthal-Schule
- Kindergarten und -krippe Vintloh-Zwerge
- Kinderakademie Fintel (Einrichtung zur Umweltbildung)

### Sport
- Anlagen: Zwei Fußballplätze, Sportlerheim von 2014,  Schießanlage, Freibad, Einfeldturnhalle der Grundschule
- Vereine: Turn- und Sportverein von 1925, DLRG und Schützenverein Fintel von 1871.

## Persönlichkeiten

### Ehrenbürger
- 2011: Claus Riebesehl, Landwirt und ehemaliger Bürgermeister[3]

### Söhne und Töchter des Ortes
- Annemarie Weseloh (* 1928), in Fintel geborene Diakonisse der Hermannsburger Mission

### Persönlichkeiten, die in dem Ort gewirkt haben
- Friedrich Freudenthal (1849–1929), niederdeutscher Dichter, der ab seinem dritten Lebensjahr in Fintel lebte. Ihm zu Ehren wurde das  Freudenthaldenkmal errichtet.